# Mexcalapa
Mexcalapa är en ort i Mexiko.   Den ligger i kommunen Acatepec och delstaten Guerrero, i den sydöstra delen av landet, 260 km söder om huvudstaden Mexico City. Mexcalapa ligger 803 meter över havet och antalet invånare är 415.
Terrängen runt Mexcalapa är huvudsakligen kuperad, men norrut är den bergig. Mexcalapa ligger nere i en dal. Runt Mexcalapa är det ganska tätbefolkat, med 56 invånare per kvadratkilometer. Närmaste större samhälle är El Rincón, 18,0 km sydost om Mexcalapa. I omgivningarna runt Mexcalapa växer huvudsakligen savannskog.